# 迈阿密国际足球俱乐部
國際邁阿密足球俱樂部（西班牙語：Club Internacional de Fútbol Miami，英文简称Inter Miami CF或Inter Miami）是一家位於美国佛罗里达州劳德代尔堡的職業足球俱乐部，隸屬於邁阿密都會區。
2018年1月29日，美国职业足球大联盟（MLS）正式批准前英格蘭球星大衛·貝克漢在邁阿密的擴張隊伍。由於俱樂部總裁及共同擁有者大衛·貝克漢在俱樂部成立之前便引起國際關注，而在2023年因簽下阿根廷球星利昂內爾·梅西再次引起關注，球隊還簽下幾位其他高知名度的球員，如布莱瑟·马图伊迪、贡萨洛·伊瓜因、塞尔希奥·布斯克茨、佐迪·艾巴及路爾斯·艾拔圖·蘇亞雷斯。
在美斯加盟後協助球會贏得他們的第一個主要獎杯—擴展版的2023年北美联赛杯，這也使球隊首次獲得2024年中北美洲及加勒比海聯賽冠軍盃的參賽資格。在2024年賽季，國際邁阿密獲得第一個支持者之盾。福布斯公佈的球隊估計價值為10.3億美元，在聯盟中排名第二，僅次於洛杉磯FC。在2024年10月，國際邁阿密首次夺得支持者盾（常规赛冠军），將成為2025年國際足協世界冠軍球會盃主辦國美國的代表球會。

## 历史

### 擴展
在2012年11月，MLS專員唐·加伯（Don Garber）確認聯盟對於在邁阿密設立擴展特許經營權的重新興趣，原因在於在2001年邁阿密融合隊（Miami Fusion）解散之後這個城市在職業足球方面的空白。邁阿密曾經有過由巴塞隆拿和玻利維亞商人馬塞洛·克勞雷（Marcelo Claure）主導的擴展計劃，該計劃於2008年10月宣布，原定於2011年開始比賽。在2009年3月MLS和巴塞隆拿宣布，由於當地市場條件邁阿密不再是候選城市。 此外，MLS對邁阿密缺乏球迷對MLS特許經營的興趣表示擔憂，以及計劃使用FIU體育場使球隊成為一個在有人工草皮的大學橄榄球體育場的次要租戶 。然而唐·加伯表示邁阿密將成為未來的擴展目標。克勞雷隨後加入前英格蘭球星大衛·碧咸的投資者團隊，參與2014年被MLS接受的邁阿密擴展投標。
2013年退役后，贝克汉姆就开始着手筹建新球队，经过多方考察，最终选择迈阿密作为新球队的主场。2018年1月29日，MLS正式宣布，大联盟第25支球队落户迈阿密，并于2020赛季正式加入MLS。球队名称“迈阿密国际”于2018年9月5日正式公布。
2019年12月31日，迈阿密国际宣布，聘请墨西哥蒙特雷前主帅迭戈·阿隆索为该队第一任主教练。
2020年3月2日，首場賽事作客於加州銀行體育場鬥洛杉磯足球會，結果0:1落敗。
2020年8月23日，国际迈阿密队以 3-2 战胜奥兰多城，取得了球队的首场胜利。
2021年1月18日，英格兰女足教练菲尔·内维尔被任命为新任主教练，西雅圖海灣者的 Chris Henderson 被任命为首席足球官兼体育总监。
2023年6月1日，迈阿密国际宣布，俱乐部与内维尔分道扬镳。这个决定是出于俱乐部在美国职业足球大联盟东部排名垫底的现状。助理教练查维·摩拉里斯将担任临时主教练的角色。
2023年6月7日，阿根廷球星宣布将转会至迈阿密国际。
2023年7月15日，利安奴·美斯正式加盟邁阿密國際，合約在2025年到期。6月28日，前巴塞隆拿教練馬天奴被任命為邁阿密國際的教練，並於7月正式加盟。
2023年7月16日，梅西的揭幕儀式裏宣布和前巴塞隆拿隊友塞尔希奥·布斯克茨一起加入球隊。7月21日，二人的前隊友佐迪·艾巴亦一同加盟邁阿密國際。
2023年8月20日，北美联赛杯决赛迈阿密国际对阵纳什维尔，上半场梅西凭借个人能力世界波破门，7场打进10球。易边再战，纳什维尔角球乱战扳平比分，梅西远射中柱。最终迈阿密国际通过点球大战10-9，总比分11-10战胜纳什维尔夺得队史首冠。
2023年11月，迈阿密国际宣布将于11月初赴中国，与中超球队青岛海牛和成都蓉城展开友谊赛，但相关行程因不可抗力因素取消。

### 初見成功，嶄露頭角
2024年10月，邁阿密國際首次奪得支持者盾（例行賽冠軍），更同時創下美職聯常規賽的最高積分記錄。
邁阿密國際以聯盟頭號種子身份首戰季後賽，但在首輪季後賽，最終以1勝2負遭到亞特蘭大聯隊淘汰。

## 爭議
2024年初，迈阿密国际展开七场季前热身赛，分别对阵萨尔瓦多国家足球队、达拉斯足球俱乐部、香港聯賽選手隊、神户胜利船、纽韦尔老男孩竞技俱乐部，以及与两支沙特职业足球联赛进行利雅得赛季足球赛。
在其中对阵香港联赛选手队的比赛中，梅西未按原定计划上场比赛，整场坐板凳，引发现场球迷抗议，大喊「回水」（退票）。主办方表示梅西赛前出现大腿内侧发炎的情况，需要逐日观察，故未能上场比赛，而同行的苏亚雷斯也因为膝盖发炎未出场。香港政府两度发表声明，称政府为赛事提供了大量协调和协助，包括安排场地和人流管理等，但梅西未能上场比赛，也未应要求在场内亲自向球迷说明原因，政府对此感到极度失望，后续可能会因梅西未出场扣减约1,600万港元的大型体育活动事务委员会资助。主办方Tatler Asia主席兼行政总裁Michel Lamunièr在记者会发表声明，称主办方到比赛半场的时候才从球队方面得知梅西因伤无法出场比赛，之后主办方要求梅西亲自向球迷说明情况，但无功而返。他表示事件令人感到失望，决定撤回申请M品牌基金及1,600万港元政府资助。

## 球员名单（2024年賽季）
1. 粗體字為新加盟球員

| 編號  | 國籍     | 球員名字                              | 出生日期       |       |       |       |       |
| 門 將 | 門 將    | 門 將                                 | 門 將          | 門 將 | 門 將 | 門 將 | 門 將 |
| ----- | -------- | ------------------------------------- | -------------- | ----- | ----- | ----- | ----- |
| 1     | 美国     | 德雷克·卡倫德（Drake Callender）      | 1997年10月7日  |       |       |       |       |
| 13    | 美国     | CJ ·多斯桑托斯（CJ dos Santos）       | 2000年8月24日  |       |       |       |       |
| 19    | 阿根廷   | 奧斯卡·烏斯塔里（Óscar Ustari）       | 1986年7月3日   |       |       |       |       |
| 99    | 美国     | 科爾·詹森（Cole Jensen）              | 2001年1月22日  |       |       |       |       |
| 後 衛 |          |                                       |                |       |       |       |       |
| 6     | 阿根廷   | 托馬斯·阿維萊斯（Tomás Avilés）       | 2004年2月3日   |       |       |       |       |
| 14    | 巴拉圭   | 大衛· 馬丁內斯（David Martínez）      | 1998年1月21日  |       |       |       |       |
| 15    | 美国     | 瑞安·賽勒（Ryan Sailor）              | 1998年11月27日 |       |       |       |       |
| 17    | 牙买加   | 伊恩·弗雷（Ian Fray）                 | 2002年8月31日  |       |       |       |       |
| 18    | 西班牙   | 佐迪·艾巴（Jordi Alba）               | 1989年3月21日  |       |       |       |       |
| 21    | 阿根廷   | 尼古拉斯·弗萊雷（Nicolás Freire）     | 1994年2月18日  |       |       |       |       |
| 27    | 乌克兰   | 謝爾希·克里夫佐夫（Sergiy Kryvtsov）  | 1991年3月15日  |       |       |       |       |
| 32    | 美国     | 諾亞· 艾倫（Noah Allen）              | 2004年4月28日  |       |       |       |       |
| 33    | 阿根廷   | 佛朗哥·內格里（Franco Negri）         | 1995年2月20日  |       |       |       |       |
| 42    | 義大利   | 雅尼克·布萊特（Yannick Bright）       | 2001年9月3日   |       |       |       |       |
| 55    | 美国     | 泰勒·霍爾（Tyler Hall）               | 2006年2月5日   |       |       |       |       |
| 57    | 阿根廷   | 馬塞洛·魏甘特（Marcelo Weigandt）     | 2000年1月11日  |       |       |       |       |
| 62    | 多明尼加 | 伊斯雷·伯特萊特（Israel Boatwright）  | 2005年6月2日   |       |       |       |       |
| 中 場 |          |                                       |                |       |       |       |       |
| 5     | 西班牙   | 沙治奧·布斯基斯（Sergio Busquets）    | 1988年7月16日  |       |       |       |       |
| 7     | 巴拉圭   | 馬蒂亞斯·羅哈斯（Matías Rojas）       | 1995年11月3日  |       |       |       |       |
| 11    | 阿根廷   | 法昆多·法裡亞斯（Facundo Farías）     | 2002年8月28日  |       |       |       |       |
| 20    | 巴拉圭   | 迭戈·戈麥斯（Matías Rojas）           | 2003年3月27日  |       |       |       |       |
| 24    | 美国     | 朱利安·格雷塞爾（Julian Gressel）     | 1993年12月16日 |       |       |       |       |
| 30    | 美国     | 本賈·克雷馬斯基（Benja Cremaschi）    | 2005年3月2日   |       |       |       |       |
| 41    | 洪都拉斯 | 大衛·魯伊斯（David Ruíz）             | 2004年2月8日   |       |       |       |       |
| 43    | 美国     | 勞森·桑德蘭（Lawson Sunderland）      | 2001年11月7日  |       |       |       |       |
| 55    | 阿根廷   | 費德里科·雷東多（Federico Redondo）   | 2003年1月18日  |       |       |       |       |
| 81    | 美国     | 聖地牙哥·莫拉萊斯（Santiago Morales） | 2007年2月9日   |       |       |       |       |
| 前 鋒 |          |                                       |                |       |       |       |       |
| 8     | 厄瓜多尔 | 萊昂納多·坎帕納（Leonardo Campana）   | 2000年7月24日  |       |       |       |       |
| 9     | 乌拉圭   | 路易斯·蘇亞雷斯（Luis Suárez）        | 1987年1月24日  |       |       |       |       |
| 10    | 阿根廷   | 萊昂內爾·梅西（Lionel Messi）         | 1987年6月24日  |       |       |       |       |
| 16    | 芬兰     | 羅伯特·泰勒（Robert Taylor）          | 1994年10月21日 |       |       |       |       |
| 35    | 美国     | 費利佩·瓦倫西亞（Felipe Valencia）    | 2005年3月1日   |       |       |       |       |
| 73    | 巴西     | 利奧·阿方索（Leo Afonso）             | 2001年7月13日  |       |       |       |       |

## 著名球員
- 美斯（Lionel Messi）
- 蘇亞雷斯（Luis Suarez）
- 布斯基斯（Sergio Busquets）
- 佐迪·艾巴（Jordi Alba）
- 岡薩洛·伊瓜因 （Gonzalo Higuaín）

## 榮譽
- 北美聯賽盃冠軍：2023
- 美职联支持者之盾：2024（英语：2024 Major League Soccer season）

## 歷任主教練
| 期間       | 主教練                                 |
| ---------- | -------------------------------------- |
| 2019–2021  | 迭戈·阿隆索（Diego Alonso）            |
| 2021–2023  | 菲臘·尼維利（Philip Neville）          |
| 2023(臨時) | 查維·摩拉里斯（Javier Morales）        |
| 2023–2024  | 謝拉度·馬天奴（Gerardo Martino）       |
| 2024–      | 查維亞·馬斯查蘭奴（Javier Mascherano） |